# Brasilianische Botschaft in Berlin

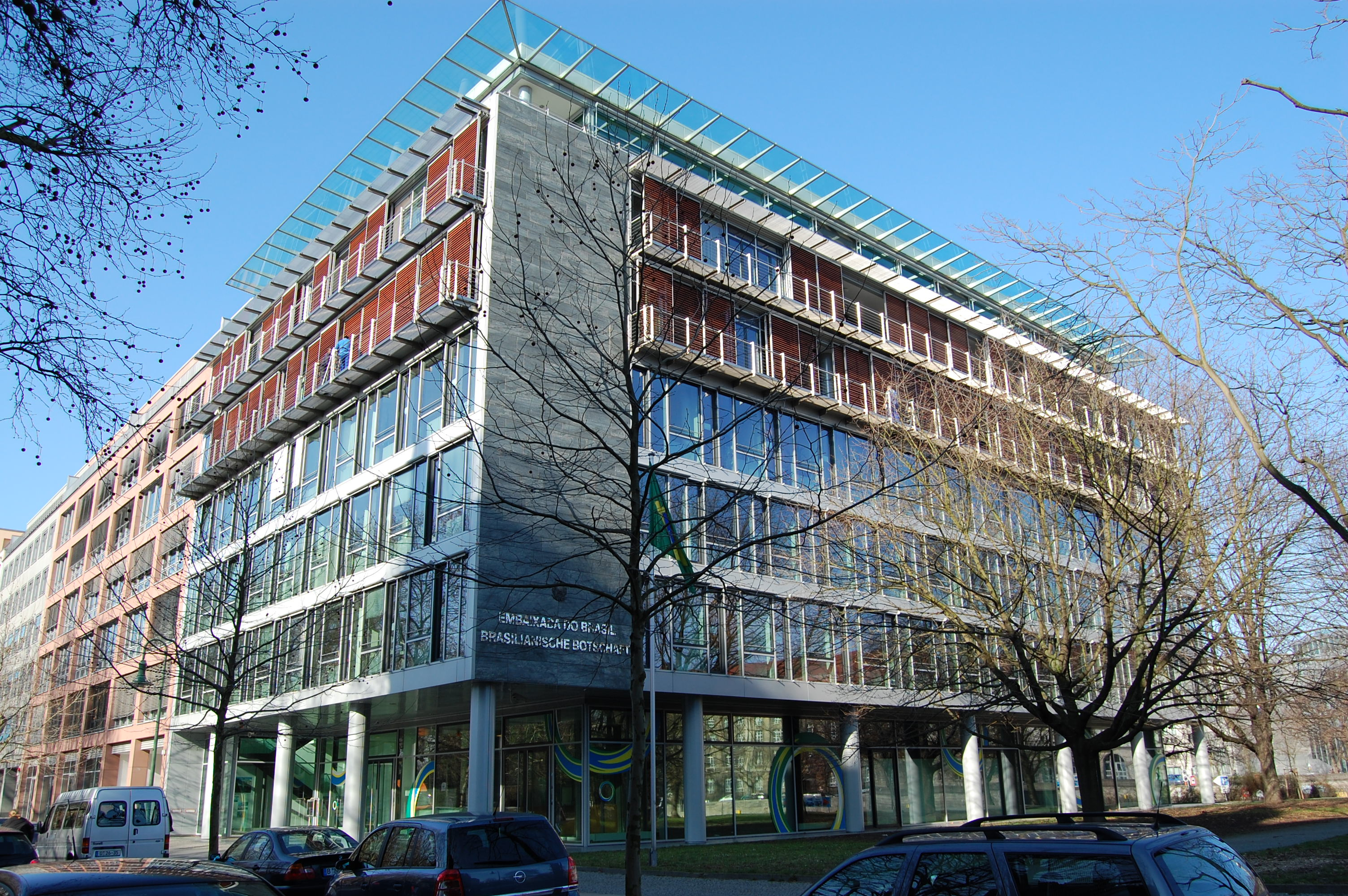
Botschaftsgebäude in der Wallstraße 57

Die brasilianische Botschaft in Berlin ist der Sitz der diplomatischen Vertretung der Föderativen Republik Brasilien in Deutschland. Ihr Sitz befindet sich in der Wallstraße 57 im Ortsteil Mitte des gleichnamigen Bezirks. Neben der Botschaft unterhält Brasilien Generalkonsulate in Frankfurt am Main und München.
Botschafter ist seit seiner Akkreditierung am 27. Februar 2019 Roberto Jaguaribe Gomes De Mattos. Er ist Nachfolger von Mário Vilalva, der das Amt seit 2016 ausübte.

## Geschichte
Bereits im 19. Jahrhundert bestanden offizielle diplomatische Beziehungen deutscher Teilstaaten zu Brasilien. Im Jahr 1868 unterhielt unter anderem das Ministerium der auswärtigen Angelegenheiten im Norddeutschen Bund mit Brasilien entsprechende Beziehungen. Ab 1871 setzte das neu gegründete Deutsche Reich den Austausch von Diplomaten fort, die brasilianische Vertretung hatte ihren Sitz in Berlin. Er befand sich 1880 in der Alsenstraße 3, 1900 in der Roonstraße 4.
Nach Beendigung des Ersten Weltkriegs und dem Ende des Kaiserreichs gingen die diplomatischen Beziehungen zu Brasilien ab 1920 weiter. Die Botschaft nutzte im Jahr 1925 ein Gebäude in Berlin am Nollendorfplatz 6 und im Jahr 1930 ein Haus am Kurfürstendamm 169.
Als Botschaftssitz wird im Jahr 1940 die Königsallee 16 in Berlin-Grunewald angegeben. 1942 wurden die diplomatischen Beziehungen abgebrochen, nachdem am 22. August 1942 Brasilien dem Deutschen Reich den Krieg erklärt hatte.
Nach dem Zweiten Weltkrieg nahmen Brasilien und die 1949 gegründete Bundesrepublik Deutschland am 10. Juli 1951 diplomatische Beziehungen auf. Der Botschaftssitz befand sich am Dreizehnmorgenweg 10, ab etwa 1975 in einem Neubau an der Kennedyallee 74 in Bonn.
Am 22. Oktober 1973 vereinbarte Brasilien auch mit der DDR den Austausch von Botschaftern. Die Botschaft hatte ihren Sitz im Ost-Berliner Stadtbezirk Prenzlauer Berg, Esplanade 11. Die Beziehungen endeten mit der deutschen Wiedervereinigung im Jahr 1990.
Die Wiedervereinigung Deutschlands und der Umzug der Regierung nach Berlin führten zur Aufgabe des Standortes Bonn und zum Umzug nach Berlin. Die Botschaft hat hier ihren Sitz in der Wallstraße 57 im Ortsteil Mitte des gleichnamigen Bezirks.

## Botschaftsgebäude
Um die Investition für einen eigenen Botschaftsneubau zu sparen, mietete Brasilien das von der Tochter einer Bankgesellschaft errichtete Gebäude. Das mehrteilige Bauensemble beruht auf Plänen des Berliner Architekturbüros Pysall, Stahrenberg & Partner und bietet als Bürohaus Platz für weitere Interessenten. Den Kopfbau, in dem die Botschaftsmitarbeiter Räume bezogen, mietete der brasilianische Staat für zwanzig Jahre von der Bankgesellschaft. Das Ensemble steht in einer Straßenfront mit dem denkmalgeschützten Gewerkschaftshaus von Taut & Hoffmann. Die Bau- und Raumakustik des Gebäudes wurde durch die Firma Akustik-Ingenieurbüro Moll ausgeführt.
Im Jahr 2000 war das Gebäude in der Nähe des Märkischen Museums fertiggestellt, und der damalige brasilianische Präsident Fernando Henrique Cardoso weihte es während seines Besuches anlässlich der Expo 2000 in Hannover offiziell ein.